# Suphis notaticollis
Suphis notaticollis är en skalbaggsart som beskrevs av Zimmermann 1921. Suphis notaticollis ingår i släktet Suphis och familjen grävdykare. Inga underarter finns listade i Catalogue of Life.